# Орлова (Свердловская область)
Орло́ва — деревня в городском округе Богданович Свердловской области. Управляется Барабинским сельским советом.

## География
Деревня Орлова расположена на северо-западном берегу озера Кукуян, в 18 километрах на запад от административного центра округа — города Богдановича, в 4 км на юг от Сибирского тракта. В 1,5 км на север находится станция Грязновская Транссибирской железной дороги. В юго-восточных окрестностях находится гидрологический и ботанический памятник природы — болото «У озера Кукуян».
Часовой пояс
Орлова, как и вся Свердловская область, находится в часовой зоне МСК+2. Смещение применяемого времени относительно UTC составляет +5:00.

## Население
| 2002 | 2010 | 2021 |
| ---- | ---- | ---- |
| 46   | ↘41  | ↘23  |

## Инфраструктура
По деревне проходит улица Калинина